# David Brian
David Brian (New York, 5 augustus 1914 – Sherman Oaks (Californië), 15 juli 1993) was een Amerikaans acteur.

## Filmografie (selectie)
- Flamingo Road (1949)
- Beyond the Forest (1949)
- Intruder In the Dust (1949)
- The Damned Don't Cry (1950)
- Breakthrough (1950)
- Inside Straight (1951)
- Inside the Walls of Folsom Prison (1951)
- This Woman is Dangerous (1952)
- Million Dollar Mermaid (1952)
- The High and the Mighty (1954)
- Timberjack (1955)
- The First Travelling Saleslady (1956)
- The Rabbit Trap (1959)
- A Pocketful of Miracles (1961)
- How the West Was Won (1962)
- The Rare Breed (1968)
- The Destructors (1969)
- The Seven Minutes (1971)

### Televisie
- Mr District Attorney (1954 - 1955)
- The Immortal (1970)
- Star Trek: The Original Series (Patterns of Force)